# 사약사
사약사(沙若思, ?~?)는 백제의 동성왕 때의 대신이자 대성팔족 중의 하나인 사(沙)씨 출신의 귀족이다.

## 생애
내법좌평을 지냈다.
484년(동성왕 7년), 남제에 사신으로 파견되어 조공하려 했으나, 서해 바다에 이르러 고구려 군사를 만나 가지 못하였다. 동성왕의 계속된 남제에 대한 사신 파견은 고구려에 맞서려는 외교 전략으로 보인다. 이 때문에 고구려는 서해안 해상권을 장악하고 백제의 외교를 방해하였던 것으로 보인다. 이러한 상황의 중대함을 고려할때 사약사의 파견은 더욱 주목되는데, 사씨 세력이 해상활동이 가능했던 집단 이었음을 알 수 있다.